# Lauri Hakola
Pour les articles homonymes, voir Hakola.
Lauri Hakola, né le 13 décembre 1979 à Oulu, est un sauteur à ski finlandais.

## Biographie
Membre du Puijon Hiihtoseura, il fait ses débuts dans la Coupe du monde en mars 1998 à Kuopio, marquant ses premiers points avec une 25e place. Pendant de nombreuses années Hakola ne prend part qu'occassionnellement à la Coupe du monde et il obtient ses meilleurs résultats dans la Coupe continentale, montant sur plusieurs podiums. En 2006-2007, pour sa dernière année dans le cirque blanc, il est présent sur plusieurs étapes de la Coupe du monde, dont celle de Ruka, où il se classe dixième, soit son meilleur résultat dans l'élite.

## Palmarès

### Coupe du monde
- Meilleur classement général : 54e en 2007.
- Meilleur résultat individuel : 10e.

#### Classements généraux
| Compet'/Année | Compet'/Année | Classement général | Classement général |
| ------------- | ------------- | ------------------ | ------------------ |
| Compet'/Année | Compet'/Année | Class.             | Points             |
| 1998          | 1998          | 82e                | 6                  |
| 1999          | 1999          | 101e               | 1                  |
| 2001          | 2001          | 68e                | 10                 |
| 2007          | 2007          | 54e                | 35                 |